# Bass Pro Shops

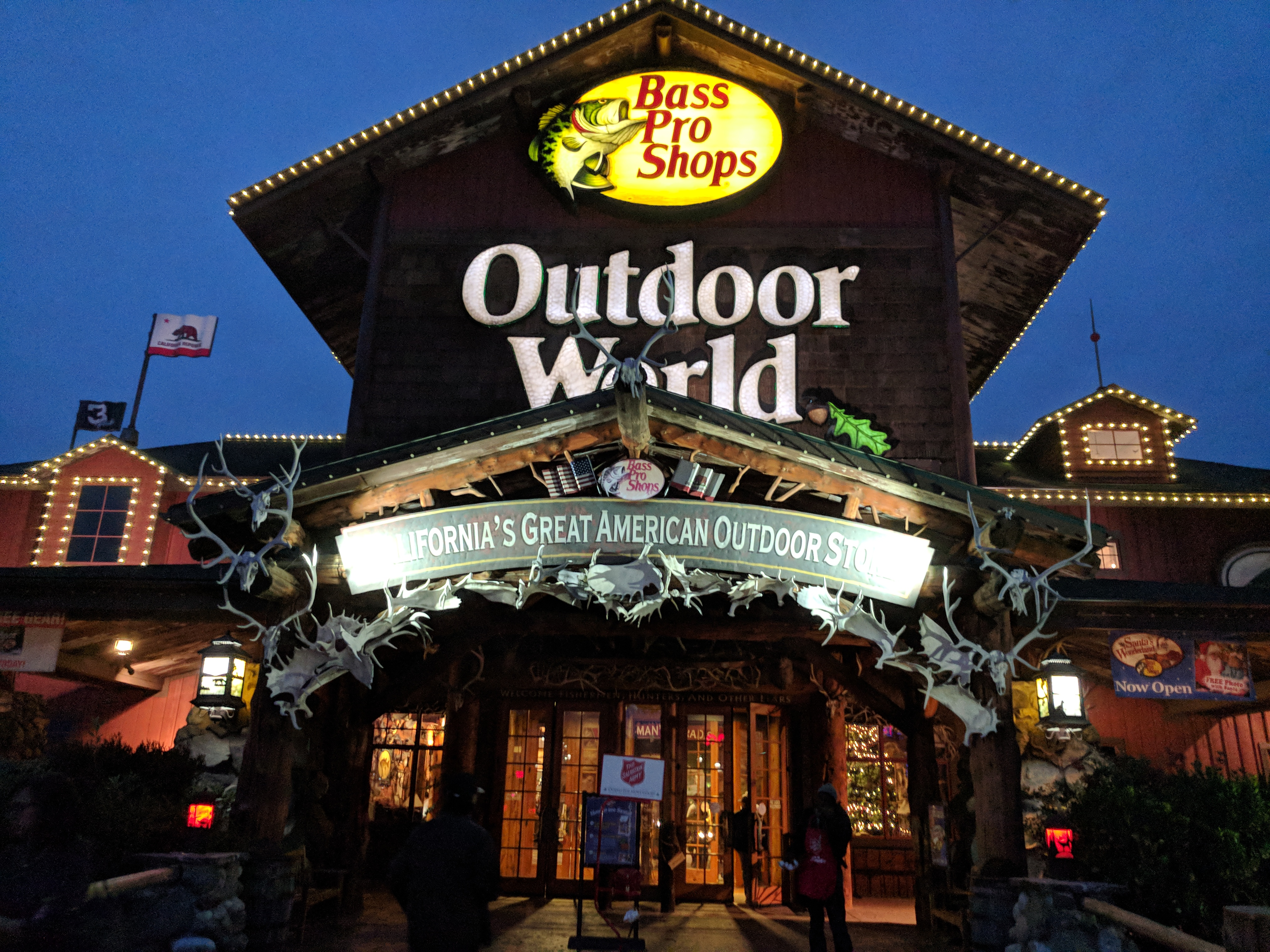
Una de las centrales en Orchard Valley, California

BPS Direct, LLC más conocido como Bass Pro Shops es un minorista privado estadounidense de caza, pesca, campamentos y otros productos relacionados con la recreación al aire libre. Bass Pro Shops apoya y vende mercadería para la National Audubon Society.

## Historia

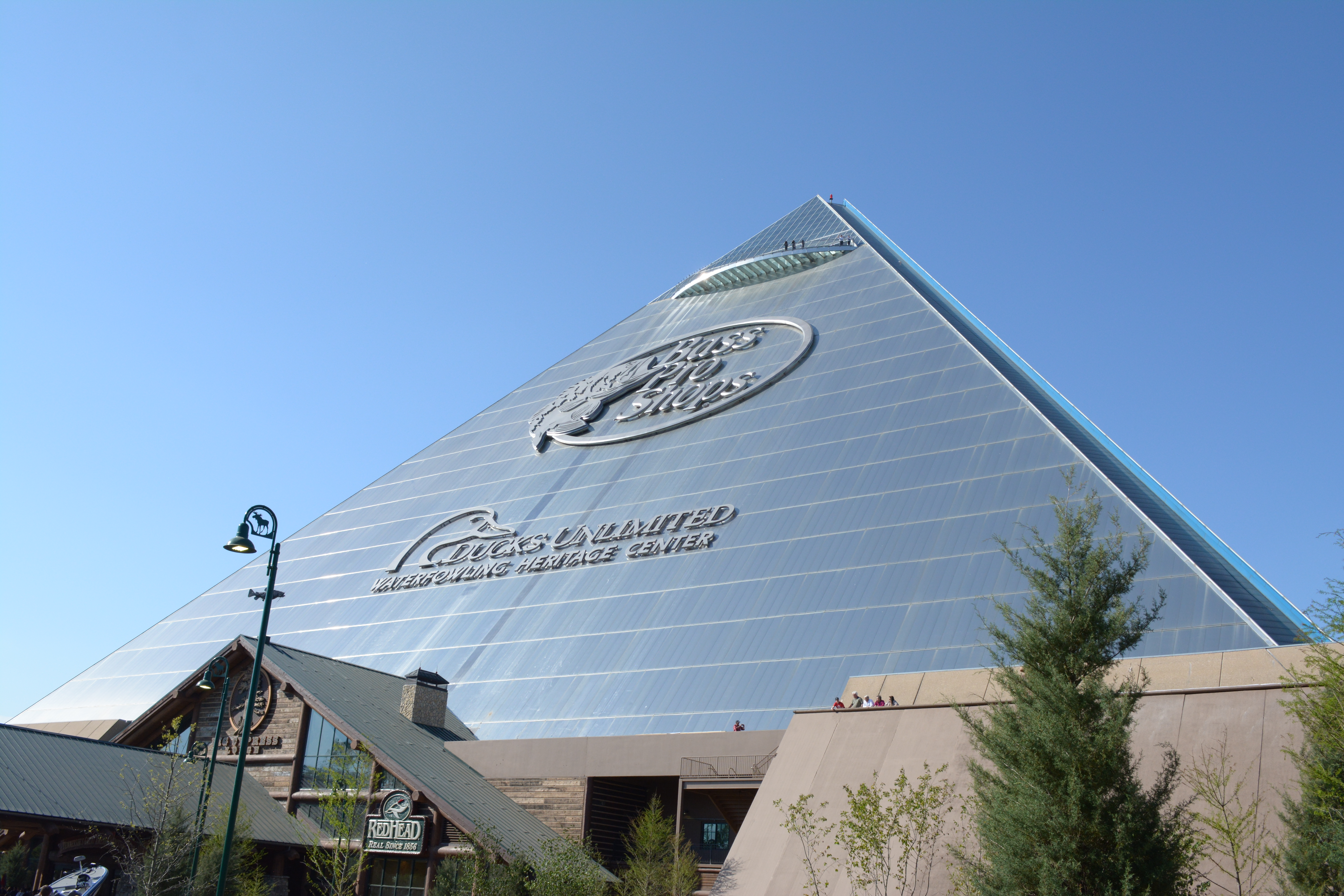
Bass Pro Shops y la Memphis Pyramid

Bass Pro Shops fue fundada por Johnny Morris en 1971 en Springfield, Misuri. Sin embargo, su primer punto de venta al por menor abrió en 1972.
Además de la tienda, el fundador también abrió Wonders of Wildlife Museum & Aquarium en Springfield, Misuri. Este museo y acuario recrea una multitud de ecosistemas y se considera la atracción de vida silvestre más grande del mundo.

### Demanda por discriminación
En 2011, Bass Pro Shops fue demandada por la Comisión de Igualdad de Oportunidades en el Empleo de EE. UU. Por no contratar a solicitantes, hispanos y negros. En 2014, Bass Pro Shops apeló el fallo del tribunal inferior, pero fue rechazado por el tribunal. En 2016, Bass Pro Shops volvió a intentarlo y la Comisión de Igualdad de Oportunidades en el Empleo de EE. UU. Solicitó al tribunal del quinto circuito que rechazara la apelación de Bass Pro Shops alegando que Bass Pro Shops practicó la "indiferencia imprudente" cuando se trataba de contratar prácticas de las minorías. En 2017, Bass Pro Shops resolvió su demanda por discriminación con la Comisión de Igualdad de Oportunidades en el Empleo de EE. UU. Por 10,5 millones. Como parte del acuerdo, Bass Pro Shops acordó fortalecer sus prácticas de contratación y reclutamiento de diversidad publicando vacantes en escuelas con una población minoritaria significativa, participando en ferias de empleo celebradas en comunidades con grandes poblaciones minoritarias, publicando puestos de trabajo aperturas en publicaciones que históricamente han sido populares entre las audiencias negras e hispanas, y desarrolla una sección de diversidad e inclusión en su sitio web que enumera oportunidades laborales y analiza los esfuerzos de inclusión

### Adquisiciones
En septiembre de 2017, Bass Pro Shops pagó $ 5.5 mil millones para adquirir Cabela's. El acuerdo se financió mediante financiación de capital preferente de Goldman Sachs y Pamplona. Goldman Sachs contribuyó con $ 1.8 mil millones para la financiación y Pamplona contribuyó con el resto para un compromiso total de $ 2.4 mil millones. En 2019, Bass Pro Shops vendió once de las tiendas de Cabela's a Sansome Pacific en un esquema de venta con arrendamiento posterior. La adquisición de Cabela's resultó en la pérdida de 2.000 puestos de trabajo en Sidney, Nebraska , la sede de Cabela en el momento de la adquisición. Sidney tenía una población de menos de 7.000 en 2017, cuando se perdieron los 2.000 puestos de trabajo. Como parte de la adquisición de Cabela's, Bass Pro Shops vendió la marca de Cabela's World's Foremost Bank a Synovus y Capital One , una transferencia de más de mil millones de dólares en activos.

## Divisiones operativas

### Tiendas minoristas
Bass Pro Shops opera tiendas minoristas en los Estados Unidos, así como en Canadá. Las tiendas insignia más grandes se conocen como tiendas Outdoor World. [27] La tienda más grande actualmente es Pyramid en Memphis, Tennessee. Bass Pro Shops también organiza talleres de habilidades al aire libre, que enseñan habilidades como pesca con mosca , cocina en horno holandés , tiro con arco con un campo de tiro con arco en la tienda y navegación GPS .

### Marcas de barcos
Bass Pro Shops también es propietario de White River Marine Group, que fabrica y distribuye barcos bajo las marcas Ranger, Nitro, Triton, Tahoe, Tracker, Sun Tracker, Regency, Mako y Ascend.

## Patrocinio

### Afiliación a NASCAR
Bass Pro Shops ha sido socio de Richard Childress Racing desde hace mucho tiempo. Durante la temporada 2019, fueron patrocinadores a tiempo parcial de los pilotos de la NASCAR Cup Series, Martin Truex, Jr., Austin Dillon y Ty Dillon, además de organizar la carrera nocturna Bass Pro Shops NRA en el Bristol Motor Speedway. En temporadas anteriores, también han patrocinado a Dale Earnhardt , Tony Stewart y Ryan Newman. En la Serie Xfinity , Bass Pro Shops fue el patrocinador principal del auto No. 3 conducido por Ty Dillo.. También en la Serie de Camionetas, Bass Pro Shops patrocina la camioneta No. 32 conducida por Ryan Truex.

### Museo Nacional de Armas Deportivas de la Asociación Nacional del Rifle
El Museo Nacional de Armas Deportivas de la NRA se inauguró en la tienda insignia de Springfield, Misuri el 2 de agosto de 2013. Cuenta con artefactos deportivos, incluidas algunas armas de fuego históricas de la Colección del Museo de la NRA. El museo albergará armas de fuego y obras de arte de la colección de la fábrica de Remington Arms Company, incluidos revólveres Colt grabados de la frontera estadounidense y armas de fuego de los presidentes de los Estados Unidos.